# Base aérienne de Barrackpore
Pour les articles homonymes, voir VEBR.
La base aérienne de Barrackpore (code OACI : VEBR) est une base aérienne des forces armées indiennes intégré au commandement aérien est.

## Historique

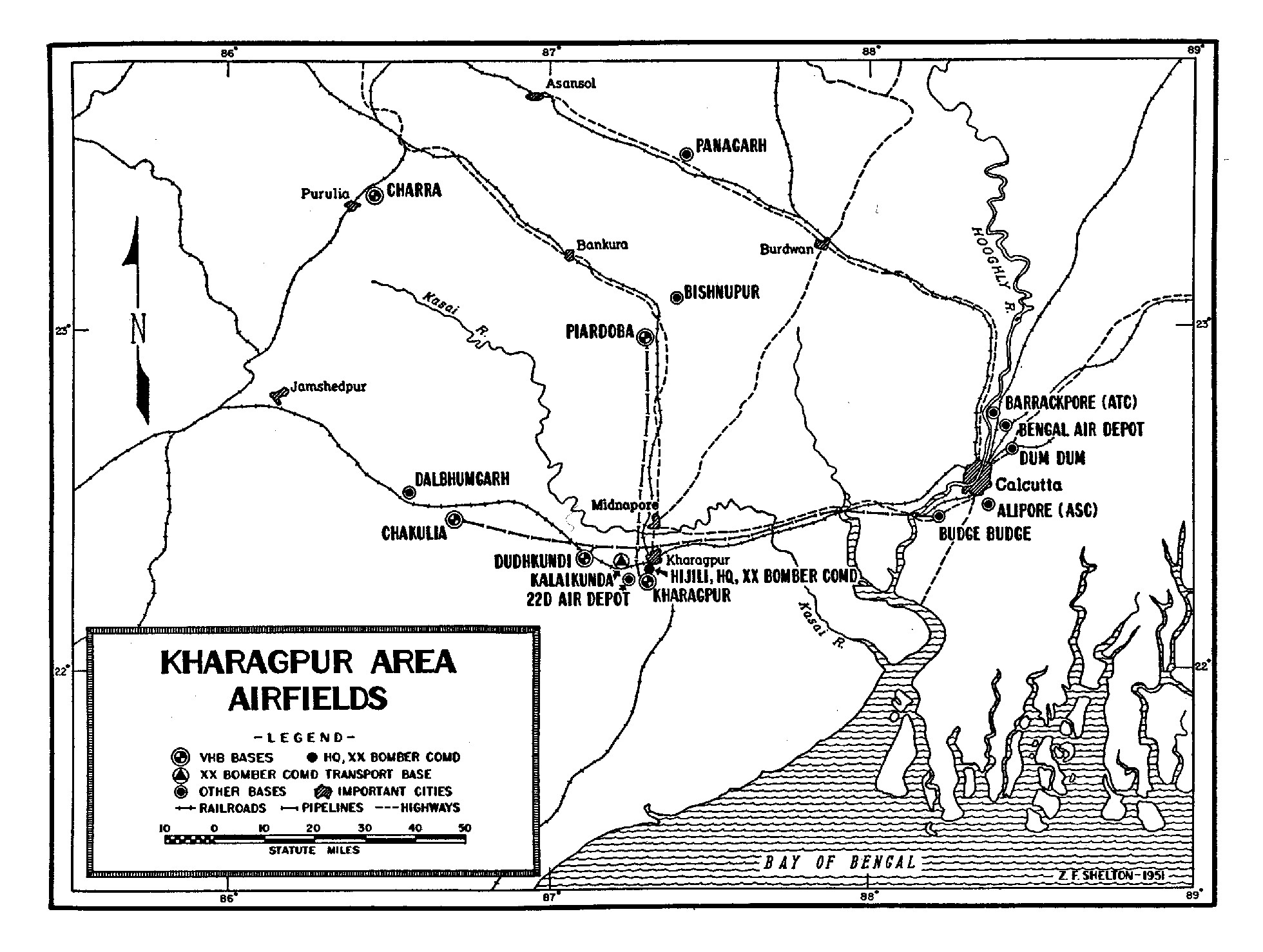
Aérodromes utilisés depuis l'Inde pour Matterhorn ; Barrackpore à droite de Calcutta.

Pendant la Seconde Guerre mondiale elle était occupée par le 10e Air Force qui opérait sur le Théâtre des opérations de Chine-Birmanie-Inde. En 1950 et 1951 la 310e y était stationnée.
Entre 1951 et 1966 elle accueillait la 6e Wing. En 1988 et 1989 elle était occupée par le Technical Type Training (TETTRA), et depuis 2012 elle opère des hélicoptères de l'Armée Mil Mi-17.

## Accidents
- 29 mars 1944 :	Curtiss C-46A	42-6095 USAAF[8].
- 10 avril 1945	Douglas Dakota III (DC-3)	FL538	RAF.
- 30 juin 1945 : Curtiss C-46D	42-101050	USAAF.